# Eccellenza Calabria
Il campionato di Eccellenza calabrese prevede la partecipazione di 16 squadre. Chi ottiene il maggior numero di punti si aggiudica il titolo di campione regionale e viene direttamente promosso in Serie D, massimo campionato dilettantistico e quarto livello del campionato italiano di calcio. Le squadre che vanno dalla seconda alla quinta posizione si affrontano nei play-off (andata e ritorno, con finale unica su campo neutro), e la vincente si aggiudica il passaggio alla fase nazionale, che prevede degli spareggi interregionali per un posto in Serie D. Le squadre che vanno dalla dodicesima alla quindicesima posizione si affrontano nei play-out (andata e ritorno), per decidere la squadra che deve retrocedere in Promozione insieme all'ultima classificata che retrocede automaticamente.

## Partecipazioni
In 35 stagioni di Eccellenza hanno partecipato le 74 seguenti squadre (in grassetto le squadre che sono in organico nella stagione 2025-26):
- 26:  Paolana
- 22:  Palmese,  Scalea
- 21:  Cutro,  Sambiase
- 20:  Siderno
- 16:  Isola Capo Rizzuto,  Omega Bagaladi
- 15:  Acri,  Gallico Catona[1],  Rende
- 13:  Gioiese
- 12:  Bocale[2],  Sersale
- 11:  Bovalinese,  Capo Vaticano,  Corigliano,  Locri,  Reggio Ravagnese[3],  Silana
- 10:  Castrovillari,  Cittanova[4],  Melito
- 9:  Amantea,  Comprensorio Montalto,  Praia[5],  Rossanese[6],  Soriano
- 8:  Brancaleone,  Santa Maria
- 7:  Guardavalle,  Morrone Cosenza,  Roccella,  Taurianovese,  Trebisacce,  Tropea
- 6:  Bagnarese,  Belvedere,  Cariatese,  Cirò,  Pellaro,  Soverato[7]
- 5:  Cotronei,  Reggio Gallina,  San Fili,  Stilo Monasterace[8],  Vigor Lamezia
- 4:  Ardore,  Deliese,  Gioiosa Jonica,  Torretta,  Villese,  Virtus Rosarno[9]
- 3:  Polistena
- 2:  Catanzaro Lido,  Dipignano,  HinterReggio,  Luzzese,  Marina di Gioiosa,  Montepaone,  Roggiano,  San Luca,  San Lucido,  Vibonese
- 1:  Aurora Reggio,  Crotone,   Mileto,  Promosport Sant'Eufemia,  Real Sersale,  Rizziconese,  Rossoblù Città di Luzzi,  San Calogero,  San Marco,  Santa Caterina

## Albo d'oro
| Stagione  | Vincitrice            | Promossa dopo i play-off nazionali | Partecipa ai play-off nazionali |
| --------- | --------------------- | ---------------------------------- | ------------------------------- |
| 1991-1992 | Cariatese             |                                    |                                 |
| 1992-1993 | Reggio Gallina        |                                    |                                 |
| 1993-1994 | Gioiese               |                                    | Palmese                         |
| 1994-1995 | Crotone               | Silana                             |                                 |
| 1995-1996 | Cirò Krimisa          |                                    | Corigliano Schiavonea           |
| 1996-1997 | Rende                 |                                    | Villese                         |
| 1997-1998 | Vibonese              |                                    | Torretta                        |
| 1998-1999 | Siderno               |                                    | Torretta                        |
| 1999-2000 | Acri                  |                                    | Paolana                         |
| 2000-2001 | Rossanese             |                                    | Sambiase                        |
| 2001-2002 | Rosarnese             |                                    | Deliese                         |
| 2002-2003 | Rende                 |                                    | Sambiase                        |
| 2003-2004 | Rosarnese             |                                    | Pellaro                         |
| 2004-2005 | Villese               |                                    | Comprensorio Capo Vaticano      |
| 2005-2006 | Paolana               | Castrovillari                      |                                 |
| 2006-2007 | Rosarnese             |                                    | Taurianovese                    |
| 2007-2008 | HinterReggio          |                                    | Praia                           |
| 2008-2009 | Sambiase              | Rossanese                          |                                 |
| 2009-2010 | Omega Bagaladi        |                                    | Scalea                          |
| 2010-2011 | Acri                  |                                    | Isola Capo Rizzuto              |
| 2011-2012 | Comprensorio Montalto |                                    | Rende                           |
| 2012-2013 | Gioiese               |                                    | Rende                           |
| 2013-2014 | Roccella              |                                    | Castrovillari                   |
| 2014-2015 | Palmese               | Vibonese                           |                                 |
| 2015-2016 | Sersale               | Castrovillari                      |                                 |
| 2016-2017 | Isola Capo Rizzuto    |                                    | Cittanovese                     |
| 2017-2018 | Locri                 | Castrovillari                      |                                 |
| 2018-2019 | Corigliano            |                                    | Reggiomediterranea              |
| 2019-2020 | San Luca              |                                    | Reggiomediterranea              |
| 2020-2021 | Sambiase              | Non disputati                      | Non disputati                   |
| 2021-2022 | Locri                 |                                    | Reggiomediterranea              |
| 2022-2023 | Gioiese               |                                    | Promosport Sant’Eufemia         |
| 2023-2024 | Sambiase              |                                    | Vigor Lamezia                   |
| 2024-2025 | Vigor Lamezia         |                                    | Rossanese                       |

In corsivo le squadre in seguito ripescate.

### Titoli per squadra
| Squadra               | Titoli | Edizioni                        |
| --------------------- | ------ | ------------------------------- |
| Gioiese               | 3      | 1993-1994, 2012-2013, 2022-2023 |
| Rosarnese             | 3      | 2001-2002, 2003-2004, 2006-2007 |
| Sambiase              | 3      | 2008-2009, 2020-2021, 2023-2024 |
| Rende                 | 2      | 1996-1997, 2002-2003            |
| Acri                  | 2      | 1999-2000, 2010-2011            |
| Locri                 | 2      | 2017-2018, 2021-2022            |
| Cariatese             | 1      | 1991-1992                       |
| Reggio Gallina        | 1      | 1992-1993                       |
| Crotone               | 1      | 1994-1995                       |
| Cirò Krimisa          | 1      | 1995-1996                       |
| Vibonese              | 1      | 1997-1998                       |
| Siderno               | 1      | 1998-1999                       |
| Rossanese             | 1      | 2000-2001                       |
| Villese               | 1      | 2004-2005                       |
| Paolana               | 1      | 2005-2006                       |
| HinterReggio          | 1      | 2007-2008                       |
| Omega Bagaladi        | 1      | 2009-2010                       |
| Comprensorio Montalto | 1      | 2011-2012                       |
| Roccella              | 1      | 2013-2014                       |
| Palmese               | 1      | 2014-2015                       |
| Sersale               | 1      | 2015-2016                       |
| Isola Capo Rizzuto    | 1      | 2016-2017                       |
| Corigliano            | 1      | 2018-2019                       |
| San Luca              | 1      | 2019-2020                       |
| Vigor Lamezia         | 1      | 2024-2025                       |

## Albo d'oro Supercoppa Calabria
- 1996-1997  Rende
- 1997-1998  Vibonese
- 1998-1999  Siderno
- 1999-2000  Acri
- 2000-2001  Rossanese
- 2001-2002  Rosarno
- 2002-2003  Paolana
- 2003-2004  Belvedere
- 2004-2005  Villese
- 2005-2006  Rosarno
- 2006-2007  Rosarno
- 2007-2008  Palmese
- 2008-2009  Sambiase
- 2009-2010  Omega Bagaladi
- 2010-2011  Acri
- 2011-2012  Comprensorio Montalto
- 2012-2013  Gioiese
- 2013-2014  Roccella
- 2014-2015  Palmese
- 2015-2016  Sersale
- 2016-2017  Isola Capo Rizzuto
- 2017-2018  Locri
- 2018-2019  Corigliano
- 2019-2020 non disputata
- 2020-2021 non disputata
- 2021-2022  Locri
- 2022-2023  Gioiese
- 2023-2024  Sambiase
- 2024-2025  Vigor Lamezia